# IMMORAL
《IMMORAL》是BLUE GALE在2004年6月24日發售的冒險類型成人遊戲，2004年12月22日發售DVDPG版，後來也改編成OVA和小說發售。

## 故事
岡村武志在同人誌會場買成人同人誌時卻被心儀的對象安達恭子和河井愛美撞見，隔天恭子對武志的態度出現變化而導致兩人開始疏離，不久之後武志得知恭子有了男朋友後而大受打擊。沮喪的武志就在夜晚獨自在店家喝酒後遇到一位神秘老人，老人在聽完武志的訴苦後就將催淫噴霧器交給他，武志便決定要利用這個噴霧器將恭子奪回。

## 角色
岡村武志
本作的男主角，櫻岡學院的古文科老師，對恭子抱有戀心。
安達恭子（聲優：歌織）
本作的女主角，二年級學生，在接受泊優樹的告白後兩人開始交往。
河井愛美（聲優：長崎みなみ）
二年級學生，手藝部的部員，與恭子從幼稚園開始認識到現在的親友，對恭子抱有戀心。
安達佳穂（聲優：櫻川未央）
一年級學生，網球部的部員，恭子的妹妹。
藤崎彩乃（聲優：草柳順子）
三年級學生，網球部的部長。

## 主題曲
片頭曲「IMMORAL」是由KOTOKO擔任作詞，中澤伴行擔任作曲和編曲，川田まみ擔任主唱。

## OVA
同名成人動畫是由ひまじん於2005年發售共兩集，後來改由Collaboration Works發售廉價版。
集數列表
| 集數 | 標題 | 發售日        |
| ---- | ---- | ------------- |
| 上巻 |      | 2005年4月29日 |
| 下巻 |      | 2005年8月26日 |

工作人員
- 企劃：盛こかん
- 角色原案：鋼丸S
- 人物設定：スノーフレイク
- 總指揮、劇本：ももいさくら
- 音樂：坂元幸
- 分鏡：石神井太郎
- 製作人：抹香くじら、ジューシー弟キタジマ
- 監督：川崎九郎（上巻）、金澤勝真（下巻）
- 動畫製作、製作：ひまじん

## 小說
同名小說是由布施はるか擔任寫作、鋼丸S擔任插畫，由PARADIGM於2004年8月發售共一冊（ISBN 978-4894907287）。

## 外部連結
- BLUE GALE（页面存档备份，存于）（日語）